# 玩槍走火
玩槍走火（英語：American Guns），是美國製作公司Gurney Productions為探索頻道製播的真人實境節目，紀錄由里察·懷赫茲所創立的Gunsmoke槍枝公司之實際營運情況，Gunsmoke槍枝公司位於美國科羅拉多州丹佛市外郊的麥嶺市，所經營的業務範圍包括維修、生產、販賣、購買、訂製各類槍枝，經手的槍枝種類從中世紀末手炮到近代獵槍應有盡有，該店還提供客制化服務，客戶在店內如果找不到滿意的商品，還可以直接跟店家下單，要求訂作一把專屬於自己而且舉世絕無僅有的愛槍。

## 主要內容
Gunsmoke槍枝公司的老闆里察·懷赫茲以收藏、買賣各種骨董槍枝聞名，但是他並不滿足於此，從收購、修復骨董槍枝到量身訂做個人專屬現代槍械等都是Gunsmoke槍枝公司的業務範圍。
因為里察以買賣特殊槍枝聞名，常有客戶來店內兜售各種奇特的槍枝，從古老的中世紀的手炮到巨大的平底船槍，總是會有各種千奇百怪的槍枝找上門來。如果遇到有賣家攜帶具特殊意義的槍枝來店內兜售時，老闆常會出高價購入並擺設在店內櫥窗中，希望能藉這些獨特、古董讓這家店更顯價值。

在本劇中可以看到客戶在取貨得到所交託的維修、訂製槍枝前，店家必會邀請客人一起擊發槍枝來確認槍枝的製作成果，為了取悅前來拿槍的客人，在試槍現場的標靶常會安裝炸藥，標靶常是廢棄車輛等大型物品，讓客人擊中標靶後，隨著標靶的巨大爆炸聲響及驚人爆風效果而獲得額外的滿足感。

## Gunsmoke槍枝公司成員

### 懷赫茲一家
里察·懷赫茲曾經擔任過警察，並且有著長達22年的執法經驗，之後辭職轉而開設Gunsmoke槍枝公司，公司創立至今已超過19年，妻子為芮妮·懷赫茲，兩人育有一子一女，兒子為現年22歲的柯特·懷赫茲，女兒為現年17歲的佩姬·懷赫茲。

懷赫茲一家全家4人均在Gunsmoke槍枝公司裡面擔任職務，為典型的槍枝家族，妻子芮妮·懷赫茲負責跟客人接洽生意及處理家務，兒子柯特·懷赫茲善於雕刻物品，所以在店內負責處理槍枝時所要用到的雕刻製作，還在唸高中的女兒佩姬·懷赫茲則會在平日晚上、週末、及暑假等課餘時間到店內幫忙，由於其容貌極適合櫃檯業務及公共關係行銷，故在店內負責跟往來的客人介紹、推銷槍枝。

### 槍械技工小組
- 布萊恩 — 槍械技工領班
- 格瑞  — 槍械技工/焊工
- 喬 — 機械技工
- 喬恩 — 槍械技工/油漆
- 史考特 — 槍械技工/自製步槍建造工
- 鮑伯 — 槍枝歷史學家
- 克里斯 — 機械技工

## 停播與爭議
2012年12月17日，Discovery宣布《玩槍走火》將不再續拍。雖然Discovery在聲明中表示很早就已決定停拍，只是在12月份才宣布，但媒體認為同月稍早發生的桑迪·胡克小學槍擊案是決定性的因素。
2012年5月，在第一季的最後一集當中，一位名為懷利·牛頓的男子試圖對懷特兜售一把古董柯爾特手槍但沒有成功。節目播出後，一位熟悉槍枝歷史的觀眾發現這把槍正是先前在新墨西哥州一座博物館失竊的古董手槍，通報了當局。
2013年2月27日，Gunsmoke槍枝公司遭竊，竊賊從屋頂的一個破損處入侵店內，偷走十二支手槍與三支步槍。隔周，Gunsmoke槍枝公司因為長期嚴重逃漏稅遭到查封。
國稅局收集的證據顯示，里察·懷赫茲至少從2008年開始以虛報虧損，低報收入等方式逃漏稅。國稅局在長達35頁的報告中指出，在過去五年當中，里察與其妻子芮妮帳面收入不到一萬美金，卻可以花費近百萬美金購買三處不動產、相當數量的奢侈品與收藏汽車，可能逃漏高達100萬美金以上的稅款。
儘管稅務問題纏身，Gunsmoke槍枝公司仍繼續營業。2015年3月31日，國稅局與菸酒槍炮及爆裂物管理局（ATF）持搜索票再次查封了Gunsmoke槍枝公司，ATF探員在店鋪中搜出了數支被盜的古董槍枝，里察隨後遭麥嶺警方逮捕。同時，科羅拉多州檢察官辦公室公布了兩位ATF臥底探員的調查報告，指里察早在2012年4月就放棄了自身的聯邦槍枝銷售許可證，但是卻繼續經營Gunsmoke槍枝公司，他與另外一家合法持有聯邦許可證的槍枝商店合作，當顧客購買槍枝時，Gunsmoke槍枝公司會登記為「雜項銷售」，然後將顧客的資料交予另一家商店進行合法登記，讓顧客可以合法擁有槍枝。
2016年3月，里察被正式起訴，被指控涉及共謀逃漏稅、詐欺、非法走私槍枝與收受贓物等10項聯邦重罪。2017年3月8日，丹佛地方法院大陪審團作出有罪裁決，里察總計被判處78個月徒刑（共六年半），三年獄後監督（Supervision Release）並勒令其交出490支來源有問題的槍枝。

## 外部連結
- 英文官方網站（英文）
- 中文官方網站 （页面存档备份，存于）（繁體中文）
- 製作公司Gurney Productions （页面存档备份，存于）（英文）